# 石田秀博
石田 秀博（いしだ ひでひろ、1961年 - ）は、日本の法学者。専門は民事訴訟法。南山大学大学院法務研究科教授。法学博士。大阪府出身。松本博之門下。

## 略歴
- 1961年　大阪府生まれ
- 1984年　大阪市立大学法学部卒業
- 1991年　大阪市立大学大学院法学研究科博士課程単位修得退学、愛媛大学法文学部助手
- 1992年　愛媛大学法文学部講師
- 1994年　愛媛大学法文学部助教授
- 2006年　静岡大学大学院法科大学院法務研究科准教授
- 2010年　南山大学大学院法科大学院法務研究科教授

## 研究業績
- 「釈明」法学教室242号（2000年、有斐閣）
- 「診療録の証拠保全に関する一考察」静岡大学法政研究8巻3～4号（2004年）
- 「釈明権行使の限界について」静岡大学法政研究9巻2号（2004年）